# 2437 Amnestia
2437 Amnestia eller 1942 RZ är en asteroid i huvudbältet som upptäcktes den 14 september 1942 av den finska astronomen Marja Väisälä vid Storheikkilä observatorium i Åbo. Den har fått sitt namn efter organisationen Amnesty International.
Asteroiden har en diameter på ungefär 6 kilometer.